# Derry (Nuevo Hampshire)
Derry es un pueblo ubicado en el condado de Rockingham en el estado estadounidense de Nuevo Hampshire. En el Censo de 2010 tenía una población de 33.109 habitantes y una densidad poblacional de 350,43 personas por km².

## Geografía
Derry se encuentra ubicado en las coordenadas 42°53′34″N 71°16′36″O / 42.89278, -71.27667. Según la Oficina del Censo de los Estados Unidos, Derry tiene una superficie total de 94.48 km², de la cual 92.23 km² corresponden a tierra firme y (2.38%) 2.25 km² es agua.

## Demografía
Según el censo de 2010, había 33.109 personas residiendo en Derry. La densidad de población era de 350,43 hab./km². De los 33.109 habitantes, Derry estaba compuesto por el 94.54% blancos, el 0.98% eran afroamericanos, el 0.24% eran amerindios, el 1.55% eran asiáticos, el 0.04% eran isleños del Pacífico, el 0.92% eran de otras razas y el 1.72% pertenecían a dos o más razas. Del total de la población el 3.26% eran hispanos o latinos de cualquier raza.